# Gazelle (półwysep)
Gazelle (ang. Gazelle Peninsula) – półwysep w północno-wschodniej części Nowej Brytanii, administracyjnie położony w Papui-Nowej Gwinei. Od zachodu i północy półwysep oblewa Morze Bismarcka, od wschodu Cieśnina Świętego Jerzego, łącząca Morze Bismarcka z Morzem Salomona i oddzielającą Nową Brytanię od Nowej Irlandii.
Półwysep nazwał w 1875 niemiecki hydrograf i oficer marynarki wojennej (później także pierwszy gubernator Nowej Gwinei Niemieckiej) Georg Gustav Freiherr von Schleinitz na cześć dowodzonego przez siebie statku, korwety SMS Gazelle.
Półwysep ma około 50 km szerokości, przy czym w pasie terenu łączącym go z pozostałą częścią wyspy zwęża się do około 32 km. Najwyżej położony punkt znajduje się na szczycie Mount Sinewit w Baining Mountains (2030 – 2040 m n.p.m.). Jest najbardziej zaludnioną częścią Nowej Brytanii.

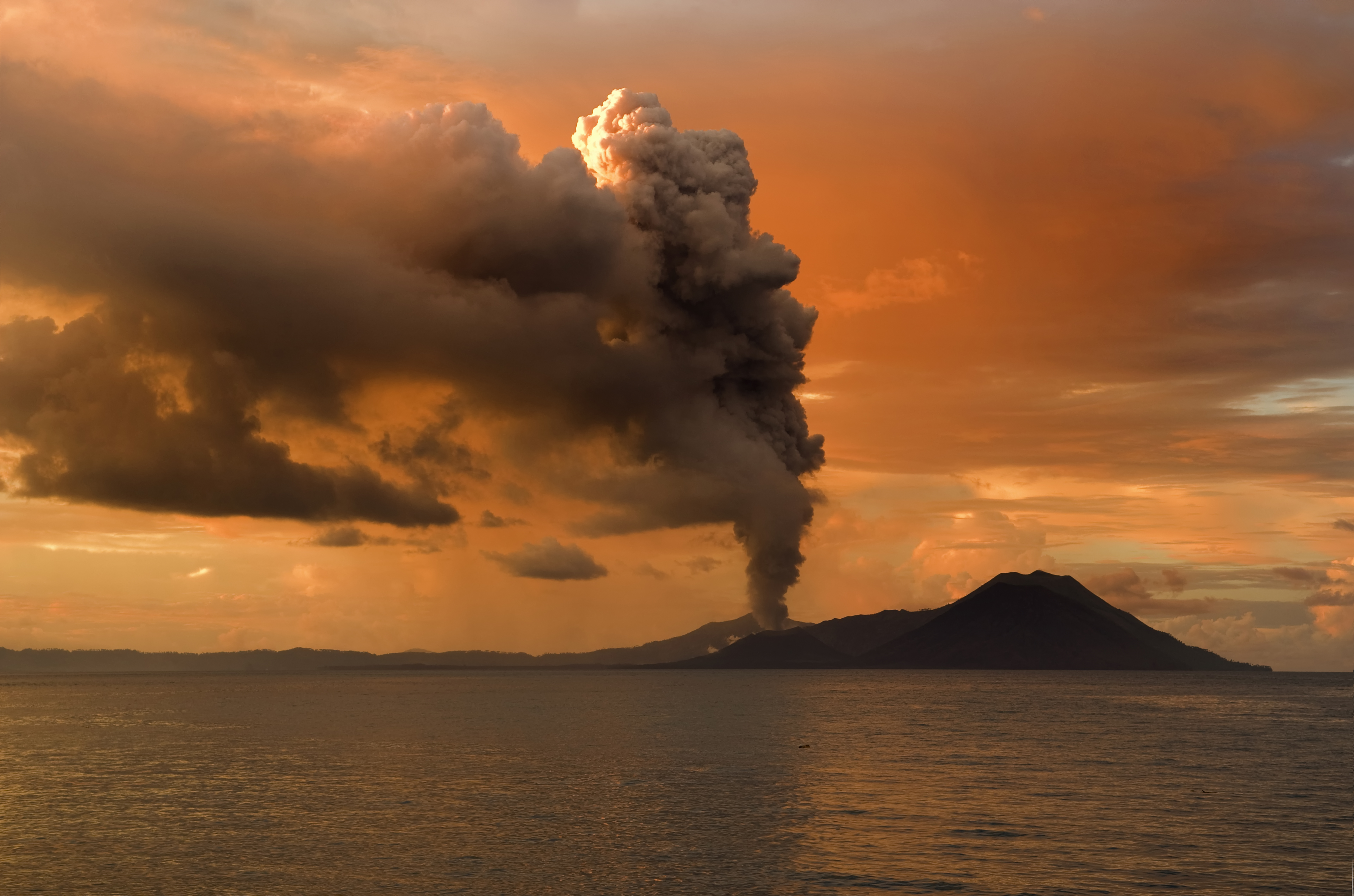
Tavurvur podczas erupcji w 2009

Półwysep cechuje się dużą aktywnością wulkaniczną. W pobliżu miasta Rabaul, gdzie mieści się obserwatorium wulkanologiczne, znajdują się czynne wulkany, m.in. Tavurvur, do erupcji którego dochodzi regularnie. M.in. do erupcji doszło w lipcu 2014, a jej siłę oceniono na trzeci stopień VEI. Najpoważniejsze erupcje wydarzyły się w 1937 i 1994, kiedy Tavurvur wybuchł razem z Vulcanem. Eksplozywność obu zjawisk obliczono na czwarty stopień VEI. Wybuch w 1994 stał się przyczyną ogromnych zniszczeń w Rabaul i jego okolicach. Chmura popiołów unosiła się wtedy na wysokość 18 km. Ewakuowano około 50 000 osób. Odnotowano kilka zgonów.
Na półwyspie jest jedna z trzech znanych na świecie lokalizacji płaza Cornufer nexipus z rodziny Ceratobatrachidae. Występuje tu także endemiczny dla Papui-Nowej Gwinei wąż Stegonotus heterurus z rodziny połozowatych.